# Coupe du monde de ski de fond 1998-1999
Navigation
Édition précédente Édition suivante
La 18e édition de la Coupe du monde de ski de fond s'est déroulée du 28 novembre 1998 au 21 mars 1999. Le Norvégien  Bjørn Dæhlie remporte le classement général chez les hommes pendant que la Norvégienne Bente Skari remporte la Coupe du monde.

## Classements

### Classements généraux
| Rang | Nom                 | Points |
| ---- | ------------------- | ------ |
| 1    | Bjørn Dæhlie        | 885    |
| 2    | Michail Botvinov    | 685    |
| 3    | Mika Myllylä        | 573    |
| 4    | Mathias Fredriksson | 484    |
| 5    | Per Elofsson        | 465    |
| 6    | Anders Bergström    | 454    |
| 7    | Espen Bjervig       | 406    |
| 8    | Jari Isometsä       | 370    |
| 9    | Alexei Prokourorov  | 366    |
| 10   | Erling Jevne        | 318    |

| Rang | Nom                 | Points |
| ---- | ------------------- | ------ |
| 1    | Bente Skari         | 768    |
| 2    | Stefania Belmondo   | 768    |
| 3    | Nina Gavriliouk     | 705    |
| 4    | Kristina Šmigun     | 666    |
| 5    | Larisa Lazutina     | 648    |
| 6    | Kateřina Neumannová | 618    |
| 7    | Svetlana Nagueïkina | 530    |
| 8    | Olga Danilova       | 507    |
| 9    | Anfisa Reztsova     | 490    |
| 10   | Antonina Ordina     | 430    |

### Classements de distance
| Rang | Nom                | Points |
| ---- | ------------------ | ------ |
| 1    | Michail Botvinov   | 413    |
| 2    | Bjørn Dæhlie       | 360    |
| 3    | Mika Myllylä       | 312    |
| 4    | Anders Bergström   | 261    |
| 5    | Alexei Prokourorov | 220    |

| Rang | Nom               | Points |
| ---- | ----------------- | ------ |
| 1    | Kristina Šmigun   | 372    |
| 2    | Stefania Belmondo | 345    |
| 3    | Larisa Lazutina   | 343    |
| 4    | Olga Danilova     | 240    |
| 5    | Nina Gavriliouk   | 215    |

### Classements de sprint
| Rang | Nom                 | Points |
| ---- | ------------------- | ------ |
| 1    | Bjørn Dæhlie        | 480    |
| 2    | Tor Arne Hetland    | 354    |
| 3    | Mathias Fredriksson | 308    |
| 4    | Espen Bjervig       | 298    |
| 5    | Per Elofsson        | 295    |

| Rang | Nom                 | Points |
| ---- | ------------------- | ------ |
| 1    | Bente Skari         | 806    |
| 2    | Kateřina Neumannová | 490    |
| 3    | Kristina Šmigun     | 473    |
| 4    | Nina Gavriliouk     | 401    |
| 5    | Stefania Belmondo   | 356    |

## Calendrier et podiums

### Hommes

#### Épreuves individuelles
| Étape                                                                      | Lieu                   | Épreuve         | Date             | Vainqueur             | Deuxième              | Troisième           |
| -------------------------------------------------------------------------- | ---------------------- | --------------- | ---------------- | --------------------- | --------------------- | ------------------- |
| 1                                                                          | Muonio                 | 10 km Libre     | 28 novembre 1998 | Per Elofsson          | Bjørn Dæhlie          | Sami Repo           |
| 2                                                                          | Milan                  | Sprint Libre    | 10 décembre 1998 | Mathias Fredriksson   | Peter Schlickenrieder | Thobias Fredriksson |
| 3                                                                          | Dobbiaco               | 10 km Libre     | 12 décembre 1998 | Bjørn Dæhlie          | Michail Botvinov      | Alois Stadlober     |
| 4                                                                          | Dobbiaco               | 15 km Classique | 13 décembre 1998 | Bjørn Dæhlie          | Espen Bjervig         | Jari Isometsä       |
| 5                                                                          | Garmisch-Partenkirchen | Sprint Libre    | 27 décembre 1998 | Tor Arne Hetland      | Thobias Fredriksson   | Ari Palolahti       |
| 6                                                                          | Engelberg              | Sprint Libre    | 28 décembre 1998 | Tor Arne Hetland      | Christian Hoffmann    | Patrick Mächler     |
| 7                                                                          | Kitzbühel              | Sprint Libre    | 29 décembre 1998 | Peter Schlickenrieder | Thobias Fredriksson   | Christian Hoffmann  |
| 8                                                                          | Otepää                 | 15 km Classique | 5 janvier 1999   | Espen Bjervig         | Mika Myllylä          | Anders Bergström    |
| 9                                                                          | Nové Město             | 15 km Classique | 9 janvier 1999   | Bjørn Dæhlie          | Erling Jevne          | Espen Bjervig       |
| 10                                                                         | Nové Město             | 30 km Classique | 12 janvier 1999  | Michail Botvinov      | Bjørn Dæhlie          | Per Elofsson        |
| 11                                                                         | Seefeld in Tirol       | 10 km Libre     | 14 février 1999  | Mika Myllylä          | Michail Botvinov      | Jari Isometsä       |
| Championnats du monde de ski nordique 1999 (18 février au 28 février 1999) |                        |                 |                  |                       |                       |                     |
| 12                                                                         | Lahti                  | 15 km Classique | 7 mars 1999      | Bjørn Dæhlie          | Vladimir Vilisov      | Frode Estil         |
| 13                                                                         | Falun                  | 30 km Classique | 13 mars 1999     | Anders Bergström      | Michail Botvinov      | Mika Myllylä        |
| 14                                                                         | Oslo                   | 50 km Classique | 20 mars 1999     | Michail Botvinov      | Bjørn Dæhlie          | Christian Hoffmann  |